# Gutenstetten
Gutenstetten är en kommun och ort i Landkreis Neustadt an der Aisch-Bad Windsheim i Regierungsbezirk Mittelfranken i förbundslandet Bayern i Tyskland.
Kommunen ingår i kommunalförbundet Diespeck tillsammans med köpingen Baudenbach och kommunerna Diespeck och Münchsteinach.